# Івамото Теруо
Івамото Теруо (яп. 岩本 輝雄, нар. 2 травня 1972, Канаґава) — японський футболіст, що грав на позиції півзахисника.

## Клубна кар'єра
Грав за команду Бельмаре Хірацука, Кіото Перпл Санга, Кавасакі Фронтале, Верді Кавасакі, Вегалта Сендай, Нагоя Грампус, Окленд Сіті.

## Виступи за збірну
Дебютував 1994 року в офіційних матчах у складі національної збірної Японії. У формі головної команди країни зіграв 9 матчів.

## Статистика
Статистика виступів у національній збірній.
| Збірна Японії | Збірна Японії | Збірна Японії |
| Роки          | Ігри          | голи          |
| ------------- | ------------- | ------------- |
| 1994          | 9             | 2             |
| Усього        | 9             | 2             |

## Титули і досягнення
- Володар Кубка Імператора (1):

«Бельмаре Хірацука»: 1994